# Suipinima una
Suipinima una là một loài bọ cánh cứng trong họ Cerambycidae.